# Cantó de Montfort-sur-Risle
El cantó de Montfort-sur-Risle és un cantó francès del departament de l'Eure, situat al districte de Bernay. Té 14 municipis i el cap es Montfort-sur-Risle.

## Municipis
- Appeville-Annebault
- Authou
- Bonneville-Aptot
- Brestot
- Condé-sur-Risle
- Écaquelon
- Freneuse-sur-Risle
- Glos-sur-Risle
- Illeville-sur-Montfort
- Montfort-sur-Risle
- Pont-Authou
- Saint-Philbert-sur-Risle
- Thierville
- Touville

## Història
| Data d'elecció                           | Identitat           | Partit                                              | Qualitat |
| ---------------------------------------- | ------------------- | --------------------------------------------------- | -------- |
| 1945-1949                                | Marcel Marceron     | Divers gauche                                       |          |
| 1949-1961                                | M.de Lévis-Mirepoix | RPF, després Divers droite                          |          |
| 1961-1973                                | Paul Jouyet         | UNR, després UDR                                    |          |
| 1973-1979                                | Jean Aublé          | Divers droite                                       |          |
| 1979-                                    | Francis Courel      | PCF, després DVG, després PS, després divers gauche |          |
| les dades anteriors no són pas conegudes |                     |                                                     |          |
|                                          |                     |                                                     |          |

## Demografia
| A partir de 1990: Població sense dobles comptes |